# Андерсон, Стэн
Стэн Андерсон (англ. Stan Anderson; 27 февраля 1933, Хорден, Дарем, Англия — 10 июня 2018) — английский футболист, полузащитник. Известен по выступлениям за «Сандерленд». После завершения карьеры футболиста тренировал ряд известных английских клубов.

## Клубная карьера
Во взрослом футболе Андерсон дебютировал в клубе «Сандерленд» в 1952 году. За 11 лет в «Сандерленде» Андерсон сыграл за него в 402 матчах в чемпионате и в 447 матчах с учётом кубковых турниров, по этому показателю он занимает четвёртое место в истории клуба. В 1963 году он перешёл в стан самого принципиального соперника «Сандерленда», в «Ньюкасл Юнайтед», где как и в своей предыдущей команде стал капитаном. Завершил карьеру в 1966 году в «Мидлсбро», в котором также был капитаном команды, а под конец выступлений и играющим тренером.

## Карьера в сборной
В составе национальной сборной Андерсон дебютировал 4 апреля 1962 года в матче против сборной Австрии. Через 10 дней после этого провёл второй и последний матч за сборную против сборной Шотландии. Был в составе команды на чемпионате мира 1962 года, но в играх турнира участия не принимал.

## Тренерская карьера
В конце карьеры футболиста Андерсон стал играющим тренером в «Мидлсбро», которым он руководил и после завершения карьеры игрока, вплоть до 1973 года. В сезоне 1973/74 тренировал клуб чемпионата Греции «АЕК», но, заняв с командой лишь пятое место в чемпионате, по окончании сезона покинул клуб и вернулся в Англию. В Англии тренировал ряд клубов средней руки, последним из которых стал «Болтон Уондерерс» в 1981 году.